# Pierreclos
Pierreclos to miejscowość i gmina we Francji, w regionie Burgundia-Franche-Comté, w departamencie Saona i Loara.
Nazwa miejscowości pochodzi według jednej z teorii od słów « petra clausa » lub « Clos de Pierre ». Pierwsza wzmianka o Pierreclos pochodzi z roku 1140, na który datowane jest powstanie zamku należącego do hrabiego Mâcon - Hugona II de Berzé, syna hrabiego Rolanda Brescentisa. Zamek ten przechodził burzliwe dzieje: częściowo spalony przez króla Ludwika XI w 1471 r., zniszczony przez protestantów w 1562 w czasie wojen religijnych i ponownie w czasie rewolucji, szczególnie kościół. Był jednak sukcesywnie odbudowywany i restaurowany, i dziś stanowi największą atrakcję turystyczną miasta.
Według danych Państwowego Instytutu Statystyki i Badań Ekonomicznych w ostatnich latach liczba mieszkańców kształtowała się następująco:
- 1968: 689
- 1975: 715
- 1982: 762
- 1990: 763
- 1999: 813
- 2009: 922[3]

W roku 1990, wśród 2044 gmin, Burgundii Pierreclos plasowała się na 310. miejscu pod względem liczby ludności, natomiast pod względem powierzchni na miejscu 769.